# Сплави

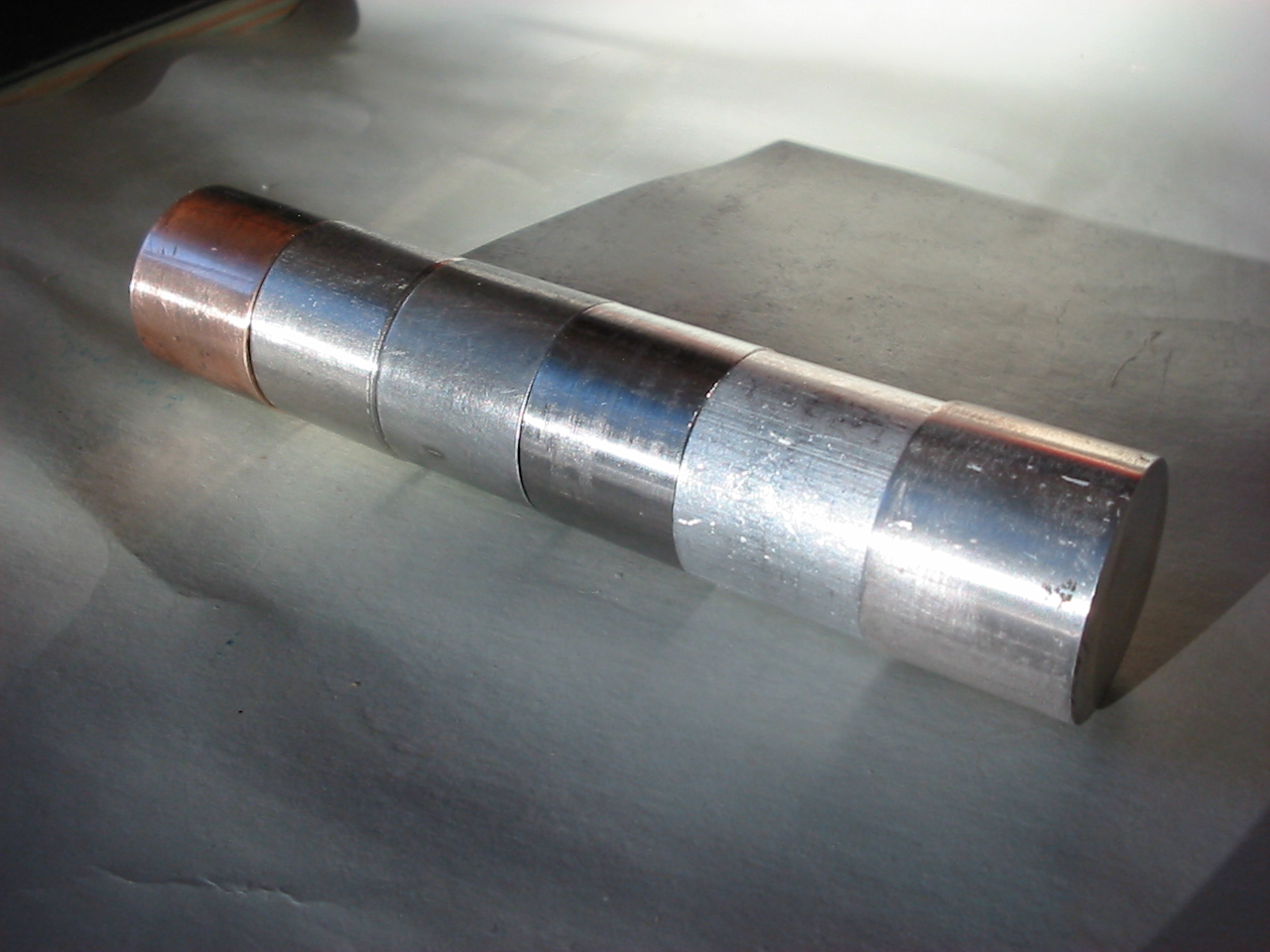
Зліва направо: три сплави (берилієва мідь, інконель, сталь) і три чистих метали (титан, алюміній, магній)

Сплав, заст. стоп — тверда або рідка однорідна речовина, утворена сплавленням (стопленням) кількох металів або металів з неметалами. Всі сплави, як і метали, у твердому стані зазвичай мають кристалічну будову.
Багато сплавів (наприклад, бронза, сталь, чавун) були відомі в далекій давнині й уже тоді мали великий практичний ужиток. Технічне значення сплавів пояснюється тим, що багато їх властивостей (міцність, твердість, електричні та магнітні характеристики, корозійна стійкість тощо) набагато кращі, ніж у чистих металів.

## Загальна характеристика
Елементи (метали і неметали), з яких складається сплав називаються компонентами сплаву. У сплаві крім основних компонентів можуть бути і домішки. Домішки бувають корисні, чи такі, що поліпшують властивості сплаву, або шкідливі, чи такі, що погіршують властивості сплаву. Домішки можуть бути випадковими, що потрапили у сплав при його створенні, і спеціальні, уведені для надання сплаву необхідних властивостей. Кристалічна будова сплаву є складнішою, ніж у чистого металу, і залежить від виду взаємодії його компонентів, які при кристалізації утворюють фази — однорідні об'єми металу, розмежовані поверхнями поділу. Компоненти у твердому сплаві можуть утворювати тверді розчини, хімічні сполуки та механічні суміші.
Твердий розчин — компоненти сплаву взаємно розчиняються один в одному. У твердому розчині один з компонентів, що входить до складу сплаву, зберігає властиву йому кристалічну ґратку, а другий у вигляді окремих атомів розподіляється усередині цієї ґратки, дещо змінюючи її розміри не міняючи форми. Тверді розчини утворює золото з сріблом, нікель з міддю, тощо. Розрізняють:
- тверді розчини заміщення;
- тверді розчини проникнення.

Механічна суміш — компоненти сплаву мають повну взаємну нерозчинність та різні кристалічні ґратки. За цих умов сплав буде мати неоднорідну (гетерогенну) структуру, що складається із суміші кристалів його компонентів. Наприклад, структура сплавів стануму з плюмбумом, які використовують як м'які припої, складається з кристалітів чистого олова та кристалітів чистого свинцю. Механічну суміш, яку утворюють два компоненти, що нездатні взаєморозчинюватись або утворювати хімічну сполуку при кристалізації з рідкого стану, називають евтектикою. Властивості таких сплавів будуть усередненими, виходячи з рівня властивостей компонентів та їхнього кількісного вмісту у сплаві.
Хімічна сполука (інтерметаліди) — компоненти сплаву вступають у хімічну взаємодію, при цьому утворюються нові кристалічні ґратки, відмінні від ґраток вихідних компонентів. До того ж, одні хімічні сполуки підлягають правилам звичайної валентності (наприклад, Mn2Sn, Mg2Pb тощо), а деякі не підлягають (наприклад, CuZn3, Cu3Sn, Fe3C тощо). За надлишку одного з металів хімічні сполуки можуть утворювати як тверді розчини, так і механічні суміші.
Сплави можуть утворюватись не лише двома, але й більшою кількістю металів. Сплави з трьох металів звуть потрійними тощо. Крім того, до складу сплавів можуть входити й неметали — вуглець, фосфор, сірка тощо.
Склад, будову і властивості металевих сплавів вивчають металофізика і металознавство. Неметалеві сплави складаються з неметалевих речовин. До таких сплавів належать природні (базальт, гнейс, граніт) і штучні (скло, шлаки) силікати, сплави солей тощо.

## Властивості  сплавів
Своїми властивостями сплави різко відрізняються від чистих металів, з яких вони складаються.
Температура плавлення сплавів зазвичай нижча ніж у компонентів, що входять до їхнього складу. Так, натрій і калій за певного складу творять сплав, що за номальної температури є рідиною, хоча натрій топиться за 97.5 °С, а калій — за 62.3 °С.
Твердість сплавів, здебільшого, вища від твердості окремих компонентів, що їх утворюють. Наприклад, уведення 1 % берилію до міді збільшує твердість міді всемеро.
Ковкість і пластичність металів у сплавах зазвичай знижується. Тепло- й електропровідність сплавах теж меншає порівняно з чистими компонентами. Механічна міцність сплавів навпаки, здебільшого, зростає. Навіть незначні домішки іншого металу можуть різко підвищувати міцність сплаву.
Хімічні властивості сплавів теж змінюються порівняно з їхніми компонентами. Наприклад, легування 15—20 % хрому, може створювати кислототривку сталь.

## Класифікація
Металеві сплави, що є одними з найважливіших конструкційних матеріалів, можуть складатися з металів (наприклад, латунь — сплав міді та цинку) або з металів і невеликої кількості неметалів (наприклад, сталь — сплав заліза з вуглецем). Їх класифікують:
- за кількістю компонентів — подвійні, потрійні тощо;
- за кількістю фаз — однофазні (твердий розчин або хімічні, зокрема інтерметалеві сполуки) і багатофазні (гетерофазні);
- за металом основи — сплави чорних металів (метали й сплави на основі заліза, мангану, хрому) і сплави кольорових металів (наприклад, сплави алюмінію, сплави нікелю, сплави титану тощо).

За властивістю сплаву, що визначає основну область використання розрізняють: жароміцні сплави, жаротривкі сплави, термомагнітні сплави, ювелірні сплави, антифрикційні сплави, кислотостійкі, лугостійкі, сплави з особливими фізичними властивостями (прецизійні сплави). Є легкі, легкоплавкі, тверді, тугоплавкі, ливарні, деформівні сплави тощо. Назва деяких сплавів пов'язана з їхнім хімічним складом (наприклад, ніхром, фехраль тощо) або прізвищами винахідників (мельхіор).